# 24 uur van Le Mans 1980

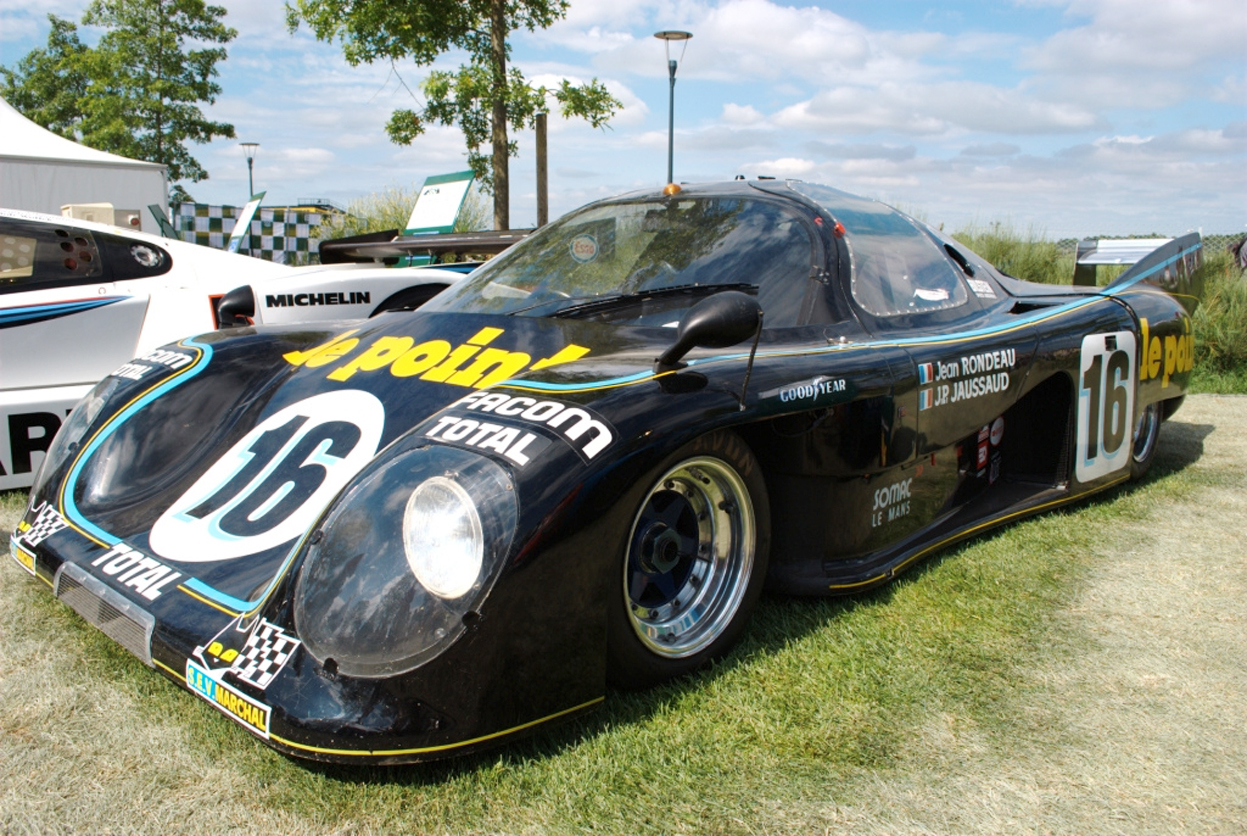
De winnende auto: de Rondeau M379B #16.

De 24 uur van Le Mans 1980 was de 48e editie van deze endurancerace. De race werd verreden op 14 en 15 juni 1980 op het Circuit de la Sarthe nabij Le Mans, Frankrijk.
De race werd gewonnen door de Jean Rondeau #16 van Jean Rondeau en Jean-Pierre Jaussaud. Voor Jaussaud was het zijn tweede Le Mans-zege, terwijl Rondeau zijn enige overwinning behaalde. De LM GTP-klasse werd gewonnen door de Jean Rondeau #17 van Gordon Spice, Philippe Martin en Jean-Michel Martin. De IMSA-klasse werd gewonnen door de Dick Barbour Racing #70 van John Fitzpatrick, Brian Redman en Dick Barbour. De Gr.5 SP 2.0+-klasse werd gewonnen door de Vegla Racing Team #49 van Harald Grohs, Dieter Schornstein en Götz von Tschirnhaus. De Gr.4 GT-klasse werd gewonnen door de Thierry Perrier #93 van Thierry Perrier en Roger Carmillet. De Gr.6 S 2.0-klasse werd gewonnen door de ROC-Société Yacco #25 van Bruno Sotty, Dominique Laurent en Philippe Hesnault. De Gr.5 SP 2.0-klasse werd gewonnen door de Jolly Club/Lancia #53 van Carlo Facetti en Martino Finotto.

## Race
Winnaars in hun klasse zijn vetgedrukt. Auto's die minder dan 70% van de afstand van de winnaar (237 ronden) hadden afgelegd werden niet geklasseerd.
| Pos. | Klasse       | No. | Team                                     | Coureurs                                                    | Chassis                      | Motor                               | Banden | Ronden |
| ---- | ------------ | --- | ---------------------------------------- | ----------------------------------------------------------- | ---------------------------- | ----------------------------------- | ------ | ------ |
| 1    | Gr.6 S 3.0   | 16  | Jean Rondeau                             | Jean Rondeau Jean-Pierre Jaussaud                           | Rondeau M379B                | Cosworth DFV 3.0 L V8               | G      | 339    |
| 2    | Gr.6 S 3.0   | 9   | Equipe Liqui Moly-Martini Racing         | Jacky Ickx Reinhold Joest                                   | Porsche 908/J80              | Porsche 911/78 2.1L F6 twin-turbo   | D      | 337    |
| 3    | LM GTP       | 17  | Jean Rondeau                             | Gordon Spice Philippe Martin Jean-Michel Martin             | Rondeau M379B                | Cosworth DFV 3.0 L V8               | G      | 330    |
| 4    | LM GTP       | 5   | WM Esso                                  | Guy Fréquelin Roger Dorchy                                  | WM P79/80                    | Peugeot PRV ZNS4 2.7L V6 twin-turbo | M      | 319    |
| 5    | IMSA         | 70  | Dick Barbour Racing                      | John Fitzpatrick Brian Redman Dick Barbour                  | Porsche 935 K3/80            | Porsche 930/72 3.2L F6 turbo        | G      | 318    |
| 6    | LM GTP       | 4   | Porsche System                           | Jürgen Barth Manfred Schurti                                | Porsche 924 Carrera GT Turbo | Porsche 2.0 L S4 turbo              | D      | 317    |
| 7    | Gr.6 S 3.0   | 8   | Alain de Cadenet                         | Alain de Cadenet François Migault                           | De Cadenet-Lola LM78         | Cosworth DFV 3.0L V8                | D      | 314    |
| 8    | Gr.5 SP 2.0+ | 49  | Vegla Racing Team                        | Harald Grohs Dieter Schornstein Götz von Tschirnhaus        | Porsche 935/77A              | Porsche 930 3.0L F6 turbo           | D      | 314    |
| 9    | IMSA         | 73  | JLP Racing                               | John Paul sr. John Paul jr. Guy Edwards                     | Porsche 935-JLP2             | Porsche 930 3.0L F6 turbo           | G      | 313    |
| 10   | IMSA         | 76  | Charles Pozzi/JMS Racing                 | Pierre Dieudonné Jean Xhenceval Hervé Regout                | Ferrari 512BB/LM             | Ferrari 4.9L F12                    | M      | 313    |
| 11   | LM GTP       | 6   | WM Esso                                  | Marcel "Max" Mamers Jean-Daniel Raulet                      | WM P79/80                    | Peugeot PRV ZNS4 2.7L V6 twin-turbo | M      | 312    |
| 12   | LM GTP       | 2   | Porsche System                           | Andy Rouse Tony Dron                                        | Porsche 924 Carrera GT Turbo | Porsche 2.0 L S4 turbo              | D      | 311    |
| 13   | LM GTP       | 3   | Porsche System                           | Derek Bell Al Holbert                                       | Porsche 924 Carrera GT Turbo | Porsche 2.0 L S4 turbo              | D      | 306    |
| 14   | IMSA         | 83  | BMW-France                               | Dieter Quester Didier Pironi Marcel Mignot                  | BMW M1                       | BMW M88 3.5L S6                     | D      | 294    |
| 15   | IMSA         | 84  | Dominique Lacaud BMW Motorsport GmbH     | Dominique Lacaud Hans-Joachim Stuck Hans-Georg Bürger       | BMW M1                       | BMW M88 3.5L S6                     | D      | 284    |
| 16   | Gr.4 GT      | 93  | Thierry Perrier                          | Thierry Perrier Roger Carmillet                             | Porsche 911 SC               | Porsche 3.0L F6 turbo (Ethanol)     | K      | 281    |
| 17   | Gr.6 S 2.0   | 25  | ROC-Société Yacco                        | Bruno Sotty Dominique Laurent Philippe Hesnault             | Chevron B36                  | Simca-ROC 2.0L S4                   | G      | 277    |
| 18   | Gr.6 S 2.0   | 23  | ROC-Société Yacco                        | Michel Dubois Christian Debias Florian Vetsch               | Lola T298                    | Simca-ROC 2.0L S4                   | G      | 273    |
| 19   | Gr.5 SP 2.0  | 53  | Jolly Club/Lancia Corse                  | Carlo Facetti Martino Finotto                               | Lancia Montecarlo Turbo      | Lancia 1425cc S4 turbo              | P      | 273    |
| 20   | IMSA         | 89  | Hervé Poulain                            | Hervé Poulain Dany Snobeck Pierre Destic                    | Porsche 934/5                | Porsche 3.0L F6 turbo               | D      | 272    |
| 21   | IMSA         | 86  | Z & W Enterprises Inc.                   | Pierre Honegger Mark Hutchins Ernesto Soto                  | Mazda RX-7                   | Mazda 1146cc twin-rotary            | G      | 267    |
| 22   | Gr.6 S 2.0   | 29  | Dorset Racing Associates                 | Martin Birrane Peter Clark Nick Mason                       | Lola T297/8                  | Cosworth BDG 2.0L S4                | D      | 264    |
| 23   | IMSA         | 78  | EMKA Productions Rosso Racing            | Steve O'Rourke Richard Down Simon Phillips                  | Ferrari 512BB/LM             | Ferrari 4.9L F12                    | D      | 263    |
| 24   | Gr.4 GT      | 90  | Georges Bourdillat                       | Georges Bourdillat Alain-Michel Bernhard Roland Ennequin    | Porsche 934                  | Porsche 3.0L F6 turbo               | M      | 249    |
| 25   | Gr.6 S 3.0   | 12  | Dome Co. Ltd                             | Chris Craft Bob Evans                                       | Dome Zero RL80               | Cosworth DFV 3.0L V8                | D      | 247    |
| DNF  | LM GTP       | 7   | WM Esso                                  | Serge Saulnier Jean-Louis Bousquet Denis Morin              | WM P79/80                    | Peugeot PRV ZNS4 2.7L V6 twin-turbo | M      | 264    |
| DNF  | Gr.4 GT      | 94  | Equipe Alméras Frères                    | Jacques Alméras Jean-Marie Alméras Marianne Hoepfner        | Porsche 934                  | Porsche 3.0L F6 turbo               | M      | 255    |
| DNF  | Gr.6 S 2.0   | 27  | M. Elkoubi Primagaz                      | Pierre Yver Patrick Perrier                                 | Lola T298                    | BMW M12 2.0L S4                     | G      | 251    |
| DNF  | IMSA         | 69  | Racing Associates Inc.                   | Bob Akin Ralph Kent-Cooke Paul Miller                       | Porsche 935 K3/79            | Porsche 930 3.0L F6 twin-turbo      | G      | 237    |
| DNF  | IMSA         | 95  | BMW Zol-Auto                             | François Sérvanin Laurent Ferrier Pierre-François Rousselot | BMW M1                       | BMW M88 3.5L S6                     | D      | 237    |
| DNF  | Gr.5 SP 2.0+ | 43  | Kremer Racing Team Malardeau             | Xavier Lapeyre Jean-Louis Trintignant Anne-Charlotte Verney | Porsche 935-K3/79-80         | Porsche 930 3.0L F6 turbo           | D      | 217    |
| DNF  | Gr.5 SP 2.0+ | 45  | Gelo Racing Team                         | Bob Wollek Helmut Kelleners                                 | Porsche 935-K3/79-80         | Porsche 930/80 3.2L F6 twin-turbo   | P      | 191    |
| DNF  | Gr.5 SP 2.0+ | 42  | Kremer Racing                            | Tetsu Ikuzawa Rolf Stommelen Axel Plankenhorn               | Porsche 935-K3/79-80         | Porsche 930/78-1 3.0L F6 twin-turbo | D      | 167    |
| DNF  | Gr.4 GT      | 80  | Diego Febles Racing                      | Diego Febles Armando Gonzales Francisco Romero              | Porsche 934                  | Porsche 3.0L F6 turbo               | G      | 164    |
| DNF  | Gr.5 SP 2.0+ | 44  | Charles Ivey Racing                      | John Cooper Peter Lovett Dudley Wood                        | Porsche 935-K3/79            | Porsche 930/80 3.0L F6 turbo        | D      | 158    |
| DNF  | Gr.6 S 2.0   | 28  | Scuderia Torino Corse                    | Lella Lombardi Mark Thatcher                                | Osella PA8                   | BMW M12 2.0L S4                     | P      | 157    |
| DNF  | IMSA         | 85  | Whittington Brothers Racing Sun System   | Don Whittington Dale Whittington Hurley Haywood             | Porsche 935-K3/80            | Porsche 930 3.0L F6 turbo           | G      | 151    |
| DNF  | Gr.4 GT      | 91  | ASA Cachia                               | Christian Bussi Bernard Salam Cyril Grandet                 | Porsche 934                  | Porsche 3.0L F6 turbo               | D      | 137    |
| DNF  | IMSA         | 71  | Dick Barbour Racing                      | Bobby Rahal Bob Garretson Allan Moffat                      | Porsche 935-K3/79            | Porsche 930 3.0L F6 twin-turbo      | G      | 134    |
| DNF  | IMSA         | 77  | Charles Pozzi/JMS Racing                 | Claude Ballot-Léna Jean-Claude Andruet                      | Ferrari 512BB/LM             | Ferrari 4.9L F12                    | M      | 129    |
| DNF  | Gr.6 S 3.0   | 1   | André Chevalley Racing                   | André Chevalley Patrick Gaillard François Trisconi          | ACR 80                       | Cosworth DFV 3.0L V8                | G      | 126    |
| DNF  | LM GTX       | 96  | Garage du Bac                            | Frédéric Alliot Jacques Guérin                              | BMW M1                       | BMW M88 3.5L S6                     | D      | 125    |
| DNF  | Gr.6 S 3.0   | 15  | Jean Rondeau                             | Henri Pescarolo Jean Ragnotti                               | Rondeau M379B                | Cosworth DFV 3.0L V8                | G      | 124    |
| DNF  | Gr.5 SP 2.0+ | 41  | Kremer Racing Team Malardeau             | Ted Field Danny Ongais Jean-Louis Lafosse                   | Porsche 935-K3/80            | Porsche 930 3.0L F6 twin-turbo      | D      | 89     |
| DNF  | Gr.6 S 2.0   | 22  | Hubert Striebig/BP Racing                | Hubert Striebig Michel Pignard Mario Ketterer               | ToJ SM-01                    | BMW M12 2.0L S4                     | D      | 79     |
| DNF  | IMSA         | 75  | Charles Pozzi/JMS Racing                 | Lucien Guitteny Gérard Bleynie Jean-Paul Libert             | Ferrari 512BB/LM             | Ferrari 4.9L F12                    | M      | 47     |
| DNF  | IMSA         | 82  | March Engines Ltd                        | Manfred Winkelhock Patrick Nève Michael Korten              | BMW-March M1                 | BMW M88 3.5L S6                     | D      | 38     |
| DNF  | Gr.5 SP 2.0+ | 46  | Meccarillos Racing                       | Claude Haldi Bernard Béguin Volkert Merl                    | Porsche 935-K3/80            | Porsche 930 2.9L F6 turbo           | D      | 37     |
| DNF  | Gr.6 S 2.0   | 24  | ROC-Société Yacco                        | Marc Sourd Bernard Verdier                                  | Lola T298                    | Simca-ROC 2.0L S4                   | G      | 27     |
| DNF  | Gr.5 SP 2.0  | 52  | Scuderia Lancia Corse                    | Piercarlo Ghinzani Gianfranco Brancatelli Markku Alén       | Lancia Montecarlo Turbo      | Lancia 1425cc S4 turbo              | P      | 26     |
| DNF  | IMSA         | 79  | Scuderia Supercar Bellancauto            | Spartaco Dini Fabrizio Violati Maurizio Micangeli           | Ferrari 512BB/LM             | Ferrari 4.9L F12                    | G      | 10     |
| DNF  | IMSA         | 68  | Racing Associates Inc.                   | Charles Mendez Skeeter McKitterick Leon Walger              | Porsche 935-K3/79            | Porsche 930/72 3.0L F6 twin-turbo   | G      | 9      |
| DNF  | IMSA         | 72  | Dick Barbour Racing Wynn's International | Mike Sherwin Bob Kirby Bob Harmon                           | Porsche 935-K3/79-80         | Porsche 930 3.0L F6 twin-turbo      | G      | 7      |
| DNF  | Gr.6 S 2.0   | 20  | Jean-Philippe Grand                      | Jean-Philippe Grand Yves Courage                            | Chevron B36                  | BMW M12 2.0L S4                     | G      | 6      |
| DNF  | Gr.5 SP 2.0  | 51  | Scuderia Lancia Corse                    | Hans Heyer Teo Fabi Bernard Darniche                        | Lancia Montecarlo Turbo      | Lancia 1425cc S4 turbo              | P      | 6      |
| DNQ  | Gr.6 S 3.0   | 10  | I. Bracey                                | Tiff Needell Tony Trimmer                                   | Ibec P6                      | Cosworth DFV 3.0L V8                | M&H    | 0      |
| DNQ  | Gr.6 S 3.0   | 11  | Nick Faure                               | Nick Faure Richard Jones Bernard de Dryver                  | De Cadenet-Lola LM76         | Cosworth DFV 3.0L V8                | M&H    | 0      |
| DNQ  | Gr.6 S 2.0   | 21  | Racing Fans Walter Wolf Racing           | Marc Frischknecht Sandro Plastina Mario Luini               | Cheetah G-601                | Cosworth BDG 2.0L S4                | G      | 0      |
| DNQ  | Gr.6 S 2.0   | 26  | P. Galupeau                              | Michel Lateste Patrice Lenormand Jacques Terrien            | Lola T298                    | BMW M12 2.0L S4                     | G      | 0      |
| DNQ  | Gr.6 S 2.0   | 30  | Jean-Marie Lemerle                       | Jean-Marie Lemerle Jean-Pierre Malcher Max Cohen-Olivar     | Lola T298                    | Simca-ROC 2.0L S4                   | G      | 0      |
| DNQ  | Gr.5 SP 2.0+ | 40  | Janspeed ADA Engineering TR Register     | John Sheldon Ian Harrower John Brindley                     | Triumph TR8 Turbo            | Rover 3.6L V8 turbo                 | D      | 0      |
| DNS  | IMSA         | 74  | North American Racing Team               | Preston Henn Jean-Pierre Delaunay                           | Ferrari 512BB/LM             | Ferrari 4.9L F12                    | G      | 0      |
| DNQ  | IMSA         | 81  | Alpha Cubic Racing                       | Nobuhide Tachi Fumiyaso Sato                                | Toyota Celica Turbo          | Toyota 2.8L S4 turbo                | D      | 0      |
| DNQ  | IMSA         | 87  | All Canadian Racing                      | Maurice "Mo" Carter Murray Edwards Dick Valentine           | Chevrolet Camaro             | Chevrolet 7.0L V8                   | G      | 0      |
| DNQ  | IMSA         | 88  | Douglas Rowe                             | Douglas Rowe Bill Adam Jacques Bienvenue                    | Chevrolet Corvette           | Chevrolet 7.0L V8                   | G      | 0      |
| DNA  | LM GTP       | 14  | Simon Phillips Racing                    | Simon Phillips David Preece Richard Jenvey                  | DP Aston Martin LM           | Aston Martin 5.3L V8                |        | 0      |
| DNA  | IMSA         | 86  | H. Poulain                               |                                                             | BMW M1                       | BMW M88 3.5L S6                     |        | 0      |

1923 · 1924 · 1925 · 1926 · 1927 · 1928 · 1929 · 1930 · 1931 · 1932 · 1933 · 1934 · 1935 · 1936 · 1937 · 1938 · 1939 · 1940 - 1948 · 1949 · 1950 · 1951 · 1952 · 1953 · 1954 · 1955 (Ramp) · 1956 · 1957 · 1958 · 1959 · 1960 · 1961 · 1962 · 1963 · 1964 · 1965 · 1966 · 1967 · 1968 · 1969 · 1970 · 1971 · 1972 · 1973 · 1974 · 1975 · 1976 · 1977 · 1978 · 1979 · 1980 · 1981 · 1982 · 1983 · 1984 · 1985 · 1986 · 1987 · 1988 · 1989 · 1990 · 1991 · 1992 · 1993 · 1994 · 1995 · 1996 · 1997 · 1998 · 1999 · 2000 · 2001 · 2002 · 2003 · 2004 · 2005 · 2006 · 2007 · 2008 · 2009 · 2010 · 2011 · 2012 · 2013 · 2014 · 2015 · 2016 · 2017 · 2018 · 2019 · 2020 · 2021 · 2022 · 2023 · 2024